# We Five (греческая рок-группа)
We Five — греческая супергруппа, существовавшая во второй половине 1960-х годов. Являлась «наследницей» греческой рок-группы «Juniors». Распалась из-за внутренних противоречий во времена прихода к власти диктатуры «Чёрных полковников».

## История группы

### We Five среди других групп
Формально первой греческой супергруппой были The Stormies, однако историк греческой рок- и поп-музыки Георгис Биликас называет первой супергруппой We Five. Одна из возможных причин такого позиционирования заключалась в том, что «Стормис» были созданы по инициативе «сверху». В начале 1965 года Никос Масторакис из-за конфликта потерял контроль над наиболее известным и успешным на тот момент греческим рок-коллективом The Forminx. В итоге он создал The Stormies. Основной целью создания такой группы была организация проекта, способного успешно противостоять и конкурировать с The Forminx, которые на тот момент были лидерами греческой рок-музыки, причём Никос говорил, что Stormies являются примером группы, созданной для «возмездия, а не из-за нужды».
Идея создания We Five принадлежала Алекосу Каракантосу, который таким образом пытался сохранить костяк распавшейся незадолго до этого группы Juniors. Тем более что изначально трое из пяти музыкантов были из «Юниоров». Однако после ухода в армию Цимиса Дайса группа приобретает не только оригинальный состав, но оригинальное звучание, которое отличалось от того, что исполняли Juniors.

## 1966—1967 годы
Летом 1966 года Вангелис Папатанасиу знакомит Алекоса Каракантоса с подающим надежды музыкантом Демисом Русосом. Демис к этому времени уже имел опыт игры в значимых для греческой рок-музыки коллективах таких как The Stormies, Idols, The Minis. Однако в этих проектах Демис был как правило на вторых ролях.

We Five — продолжение Juniors. Мы пошли в Hilton, чтобы выпить кофе с Вангелисом Папатанассиу и Демисом Руссосом, которые связались с нами. Демис тогда был с «Идолами». Басист огня. Ещё он играл на трубе. Он был, как мы его называли, музыкантом из Египта. Египтяне как музыканты считались образованными музыкантами. Конечно, в то время он был маленьким ребёнком, все ещё находившимся в состоянии ха-ха-ху-ху. — Из воспоминаний Алекоса Каракантоса.

Хотя Вангелис часто находился рядом с «Пятёркой», но творческой помощи как правило не оказывал, объясняя это не умением читать ноты, что по словам Алекоса Каракантоса было ложью. Макис Салиарис был достаточно авторитетной фигурой греческой рок-музыки. Алекос будучи лидером «We Five» смог переманить его из такой супергруппы как The Stormies на концерты которой Алекос ходил в основном именно из-за Макиса, однако Салиарис в We Five не задержался. На некоторое время он переходит в другую популярную рок-группу The Sounds под управлением Такиса Антониадиса. В конце 1960-х годов под давлением богатого и влиятельного отца Макис уходит из шоу-бизнеса и начинает успешно торговать немецкими автомобилями и аксессуарами к ним.
Большинство греческих рок-групп того времени выступали в небольших клубах, которые принадлежали или родственникам или знакомым. Основным же местом выступления We Five был престижный отель «Акрополь».
Управляющим делами группы был Никос Масторакис, он же был генеральным менеджером, специальным менеджером был Никос Папатанассиу. После создания группы Масторакис быстро организовал турне в Салоники, так как Juniors были в этом городе самой популярной афинской группой. Несмотря на консерватизм греческого общества и величину города во дворце спорта собралось около 9000 человек, которые в какой-то момент вышли из под контроля и спровоцировали беспорядки. Ситуация нормализовалась когда We Five начали исполнять свой главный хит — When A Man Loves A Woman. Демис Русос так разволновался, что фальшивил примерно на пол тона, но зрители это не замечали.

Мы играли, а они (зрители) продолжали радоваться. Поэтому я был очень зол. В то время я был первым в Греции, у которого был такой усилитель, как холодильник. К тому же динамик был большим. И я говорю: давай, Wild Thing. Там я сыграл свое собственное соло в середине. И когда это было сделано возникла крайняя тишина. Если бы муха прошла, вы бы это услышали. Когда мы закончили работу, я поклонился. И раздаются аплодисменты — две, десять, сто, тысячи. С тех пор нам поклоняются в Салониках. Затем мы уехали на два сезона и играли в клубе Arigato, недалеко от Салоников, как «Juniors B». Мы изменились, например, Лакиса Влавианоса в группе не было….
— Из воспоминаний Алекоса Каракантоса
Когда группа находилась на пике славы Вангелис Папатанассиу обратился к Макису Салиарису, Демису Руссосу и Алекосу Каракантосу с предложением убрать из группы Лакиса Влавианоса и Спироса Метаксаса и сформировать группу с Вангелисом. Алекос отказал сразу, посчитав такой поступок предательством друзей, Макис Салиарис в целом поддержал Алекоса. Это привело к тому что отношения с Вангелисом резко ухудшились. Через неделю после этих событий Демис Руссос заявил «Вы, ребята, белые, а я чёрный» и ушёл из проекта. Вместо Демиса на вокал и инструменты взяли Димитриса Катакузиноса (бас) и Джорджа Петридиса (вокал). Джордж был из провинциального Пирея и обладал хорошим голосом в стиле Тома Джонса.
Различные интриги, внутренние противоречия наложились на политическую нестабильность в стране. Всё это привело к тому что группа, несмотря на свою популярность и сильный состав, неожиданно распадается. Хотя главный идеолог и лидер группы Алекос Каракантос старался сохранить проект в первую очередь как память о группе Juniors, именно он согласившись на предложение некоего итальянца Квидони, у которого была группа в Афинах, выступавшая как сопроводительный состав итальянской певицы Феф, фактически «закрыл» проект We Five. Quintote, играли в клубе «Монако», который находился напротив аэропорта в Эллинико. Тем не менее, бывшие друзья продолжали общаться, и в какой-то момент воссоединяются под названием Juniors B. После прихода к власти диктатуры «Чёрных Полковников» ключевые музыканты We Five эмигрируют во Францию где создают группу Axis, исполнявшую прогрессив-рок с элементами психоделии.

## We Five и историки греческой рок-музыки
Группу We Five часто упоминают такие историки греческой рок- и поп-музыки как Манолис Далукас, Фонтас Труссас и Георгис Биликас. Далукас, автор книги «Ιστορία της νεανικής κουλτούρας από τη γενιά του Χάους μέχρι το θάνατο του Παύλου Σιδηρόπουλου: 1945—1990» упоминает «Пятёрку» или в контексте анализа творчества Алекоса Каракантоса или как пример типичной группы периода, который сам Манолис называл «Χρυσής Νεολαίας» (Золотая молодость или золотая юность).
Фонтас Труссас, автор книги «Παρουσίαση της Eλληνικής Pop και Rock Μουσικής μέσα από τη Δισκογραφία της, 1965—1982» также упоминает We Five. Но при этом отслеживает связь группы не только с творчеством Алекоса Каракантоса, но и Демиса Руссоса, а также о контактах We Five с Вангелисом и группой The Minis. Труссас упоминает «Пятёрку» не только как группу, оказавшую заметное влияние на развитие и пропаганду рок-культуры в Греции, но и в контексте распространения ЛСД и психоделической музыки. Но особенно часто Фонтас Труссас упоминает We Five в связи с их участием в концерте «Rolling Stones».
Упоминает We Five и Георгис Биликас, греческий музыкант и историк современной рок и поп-музыки, который специализируется на публикациях в интернете.

## Участие в туре «Роллинг Стоунс»
Самым известным концертом в истории We Five стало участие в туре Rolling Stones во время выступления «Роллингов» в Греции 17 апреля 1967 1967 года. От Греции в программе по «разогреву» участвовали Loubogg, MGC, Idols, Τάσος Παπασταμάτης, Δάκης и We Five, при чём «Пятёрка» выступала в конце «греческого» блока непосредственно перед «Роллингами».

## Дискография (выборочно)
Группа оставила мало записей из-за проблемы со звукорежиссёрами. Сложности были с записью Алекоса Каракантоса. Алелекос часто использовал различные самодельные «примочки» и приспособления для искажения звука. что было необычно для греческих студий. Звукорежиссёры слышали искажения и не знали, что делать.

В конце концов, когда мы играли в We Five и записали несколько записей, и пока я обычно «загорал» с fuzzbox, когда я слушал его позже в миксе, я получил удовольствие. Они урезали звук пополам. Они удалили один из двух каналов, тот, который был с fuzzbox. Итак, гитара звучала атрофично, и фразы заканчивались там, где они не должны были заканчиваться нормально. Единственный звукорежиссёр, который, по греческим данным, неплохо записал меня, был Гиоргос Романос. — из воспоминаний Алекоса Каракантоса 

### Альбомы
| Название проекта                | Формат    | Лейбл   | Номер в каталоге | Год издания |
| ------------------------------- | --------- | ------- | ---------------- | ----------- |
| We Five Featuring Demis Roussos | Vinyl, LP | Seagull | 33/3E-IN-630     | 1978        |

### Singles & EPs
| Название проекта                                                                   | Формат       | Лейбл   | Номер в каталоге | Год издания |
| ---------------------------------------------------------------------------------- | ------------ | ------- | ---------------- | ----------- |
| Do You Wanna Dance / When A Man Loves A Woman                                      | (7", Single) | Pan-Vox | PAN 6070         | 1966        |
| Σαν Ημουν Στρατιώτης/ Κάποιο Αγόρι Όπως Κι Εγώ, Λάτρευε Μπήτλς Και Ρόλλινγ Στόουνς | (7", Single) | Pan-Vox | PAN 6071         | 1966        |

### Компиляции и сборники
| Название проекта                                                | Формат     | Лейбл        | Номер в каталоге | Год издания |
| --------------------------------------------------------------- | ---------- | ------------ | ---------------- | ----------- |
| We Five Featuring Demis Roussos — Στο Ρυθμό Του '60 No 2        | (LP, Comp) | United       | UR 604           | 1986        |
| We Five, Idols, Τάσος Παπασταμάτης — Στο Ρυθμό Του '60 No 3     | (LP, Comp) | United       | UR 606           | 1986        |
| Τα Ελληνικά Συγκροτήματα Των 60s (14 Μεγάλες Επιτυχίες Των 60s) | (CD, Comp) | Not On label | 1702171          | 2010        |

### Некоторые наиболее известные песни
| Название песни           | вокалист                    | авторы текста и/или музыки    |
| From Home                | Demis Roussos               | Reg Pressley                  |
| When A Man Loves A Woman | Demis Roussos               | Wright, Lewis                 |
| Summer In The City       | Spyros Metaxas              | Sebastian, Boone              |
| Wild Thing               | Demis Roussos               | Chip Taylor                   |
| Paint It Black           | Demis Roussos               | Jagger — Richard              |
| Sunny Afternoon          | Spyros Metaxas              | R. Davies                     |
| Percussion Galore        | инструментальная композиция | Makis Saliaris                |
| Black Is Black           | Demis Roussos               | M. Granger, S. Wady, T. Hayes |
| Don’t Bring Me Down      | Demis Roussos               | G. Goffin — C. King           |
| ------------------------ | --------------------------- | ----------------------------- |